# ورقة نقدية من البنك الوطني الذهبي
أوراق البنك الوطني الذهبي عبارة عن أوراق بنك وطني أصدرتها تسعة بنوك ذهبية وطنية في كاليفورنيا في 1870 و 1880 ويمكن استبدالها بالذهب. طُبعت على ورق أصفر اللون، وتداولت ستة فئات: 5 دولارات، 10 دولارات، 20 دولارًا، 50 دولارًا، 100 دولار، و500 دولار. صُممت وطُبعت ورقة نقدية بقيمة 1000 دولار ولكن لم تُصدر أبدًا. خلال فترة إصدار البنوك الذهبية الوطنية (1871-1883)، أصدرت وزارة الخزانة الأمريكية 200,558 ورقة نقدية بقيمة إجمالية بلغت 3,465,240 دولارًا. اليوم، أصبحت أوراق البنك الوطني الذهبي نادرة في الفئات الأعلى (وغير معروفة لدى بعض البنوك المصدرة) مع حالة تقع عمومًا في نطاق جيد إلى جيد.من المعروف وجود حوالي 630 ورقة نقدية من البنك الوطني الذهبي، وحوالي 20 ورقة نقدية منها أعلى من الدرجة "الناعمة جدًا".

## تاريخ
وافق على أوراق البنك الوطني الذهبي بموجب أحكام قانون العملة الصادر في 12 يوليو 1870. والسلسلة نتيجة لاندفاع الذهب في كاليفورنيا، حيث كانت العملات الذهبية مفضلة في التجارة. أُعدت خرائط لعشرة بنوك وطنية للذهب، تسعة منها في كاليفورنيا وواحد في بوسطن، ماساتشوستس.
بنك كيدر هو البنك الوحيد الذي أعد أوراق نقدية بقيمة 1000 دولار من بين أمور أخرى، ومع ذلك، لم تتداول أي أوراق نقدية من البنك.

## البنوك المصدرة
| الاسم                                       | المدينة       | الترخيص | التاريخ        | الفئات                  | إجمالي الإصدار |
| ------------------------------------------- | ------------- | ------- | -------------- | ----------------------- | -------------- |
| بنك كيدر الوطني الذهبي                      | بوسطن         | 1699    | 15 أغسطس 1870  | 50، 100، 500، 1000      | $120,000       |
| بنك سان فرانسيسكو الوطني الذهبي الأول       | سان فرانسيسكو | 1741    | 30 نوفمبر 1870 | 5، 10، 20، 50، 100، 500 | $1,185,000     |
| بنك سان فرانسيسكو الوطني الذهبي وشركة الثقة | سان فرانسيسكو | 1994    | 3 يونيو 1872   | 5، 10، 20، 50، 100، 500 | $853,750       |
| بنك د. أو. ميلز وشركاه الوطني الذهبي        | ساكرامنتو     | 2014    | 19 يوليو 1872  | 5، 10، 20، 50، 100، 500 | $270,450       |
| بنك ستوكتون الوطني الذهبي الأول             | ستوكتون       | 2077    | 27 يناير 1873  | 5، 10، 20، 50، 100      | $414,700       |
| بنك سانتا باربرا الوطني الذهبي الأول        | سانتا باربرا  | 2104    | 7 مايو 1873    | 5، 10، 50، 100          | $80,000        |
| بنك المزارعين الوطني الذهبي                 | سان خوسيه     | 2158    | 21 يوليو 1874  | 5، 10، 20، 50، 100      | $242,590       |
| بنك بيتالوما الوطني الذهبي الأول            | بيتالوما      | 2193    | 25 سبتمبر 1874 | 10، 20، 50، 100         | $178,150       |
| بنك أوكلاند الوطني الذهبي الأول             | أوكلاند       | 2248    | 10 أبريل 1875  | 10، 20                  | $80,600        |
| بنك الاتحاد الوطني الذهبي                   | أوكلاند       | 2266    | 20 مايو 1875   | 10، 20، 50، 100         | $40,000        |

## نظرة عامة على السلسلة
| قيمة       | صورة                                                                            | تواريخ اللوحة                | التوقيعات                                                   | ملاحظات         |
| ---------- | ------------------------------------------------------------------------------- | ---------------------------- | ----------------------------------------------------------- | --------------- |
| 5 دولارات  | alt1=$5 National Gold Bank Note, The First National Gold Bank of San Francisco  | 1870، 1872، 1873، 1874       | إدوين د. مورغان (أمين الصندوق) و رالف سي. وولوورث (الرئيس)  | ابلغ عن 427     |
| 10 دولارات | alt1=$10 National Gold Bank Note, The First National Gold Bank of Oakland       | 1870، 1872، 1873، 1874، 1875 | جالين م. فيشر (أمين الصندوق) و بنيامين ف. فيريس (الرئيس)    | ابلغ عن 117     |
| 20 دولارًا  | alt1=$20 National Gold Bank Note, The First National Gold Bank of San Francisco | 1870، 1872، 1873، 1874، 1875 | إدوين د. مورغان (أمين الصندوق) و رالف سي. وولوورث (الرئيس)  | ابلغ عن 71 حالة |
| 50 دولارًا  | alt1=$50 National Gold Bank Note, The First National Gold Bank of San Francisco | 1870، 1874                   | إدوين د. مورغان (أمين الصندوق) و رالف سي. وولوورث (الرئيس)  | 7 ابلغ عنها     |
| 100 دولار  | alt1=$100 National Gold Bank Note, The First National Gold Bank of Petaluma     | 1870، 1873، 1874، 1875       | هنري هـ. أتووتر (أمين الصندوق) و إسحاق جي. ويكرشام (الرئيس) | 9 بلغ عنها      |
| 500 دولار  | لا يوجد شيء معروف                                                               | 1870، 1872                   |                                                             | غير معروف       |
| 1000 دولار | لا يوجد شيء معروف                                                               | 1870                         |                                                             | لم يصدر         |

## الهوامش
1. ↑  "Any National Gold Bank Note in crisp new condition is practically unheard of and is an outstanding rarity. The general condition in which these notes are found is one of advanced circulation and notes in very fine or better condition are extremely rare."[4]
2. ↑  طلب بنك كيدر الوطني الذهبي 250 ورقة مالية أعيدت بالكامل إلى مكتب مراقب العملة.[11]
3. ↑  On the notes illustrated.
4. ↑  All population and issuance statistics cited are attributed to the National Bank Note Census and were retrieved mid-May, 2014.[5]
5. ↑  $500 National Gold Bank Notes were issued by only three banks. Four notes have not been redeemed but to date none have been reported.[20]
6. ↑  The $1,000 National Gold Bank Note was not circulated.

## استشهادات
- Friedberg، Arthur L.؛ Friedberg، Ira S. (2010). Paper Money of the United States: A Complete Illustrated Guide With Valuations (ط. 19th). Coin & Currency Institute. ISBN:978-0-87184-519-1.
- Huntoon، Peter W. (1995). United States Large Size National Bank Notes. Society of Paper Money Collectors, Inc. ISBN:0-9648774-1-4.
- Annual Report of the Comptroller of the Currency (OCC) (Report). Office of the Comptroller of the Currency. 1876. مؤرشف من الأصل في 2014-07-08. اطلع عليه بتاريخ 2014-05-14.

## روابط خارجية
- حول العملات الورقية - العملات الورقية كبيرة الحجم - الإصدارات الفيدرالية المبكرة عالم العملات
- صور لأوراق النقد الذهبية الوطنية الصادرة عن بنك الاحتياطي الفيدرالي في سان فرانسيسكو